# Adervièla e Poshèrgas
Adervièla e Pocieures (en francès Adervielle-Pouchergues) és un municipi francès situat al departament dels Alts Pirineus i a la regió d'Occitània. Limita al nord amb Vièla de Loron, al nord-est amb Cadau, Hereishet, Anèra e Camors, a l'est amb Estarvièla i Armentèula, al sud-est amb Genos, al sud-oest amb Àdet, i al nord-oest amb Gralhen.

## Demografia
| 1962                                       | 1968 | 1975 | 1982 | 1990 | 1999 | 2007 |
| ------------------------------------------ | ---- | ---- | ---- | ---- | ---- | ---- |
| 102                                        | 88   | 93   | 71   | 87   | 81   | 98   |
| Des de 1962: població sense dobles comptes |      |      |      |      |      |      |

## Administració
| Període | Identitat           | Partit |
| ------- | ------------------- | ------ |
| 2001-   | Jean-Bernard Bielsa |        |